# La flor de la vida
La flor de la vida es una obra de teatro en tres actos de los Hermanos Álvarez Quintero, estrenada en 1910.

## Argumento
La obra se centra en tres episodios en la vida de Áurea, hija del duque, y Cellini, hijo del guardés. El encuentro amoroso de adolescencia; la madurez, cuando ella se ha casado con otro y él es un triunfador en todo lo que se propone; y la vejez, cercana ya la muerte.

## Estreno
- Teatro Odeón, Buenos Aires, 23 de junio de 1910.
  - Intérpretes: María Guerrero (Áurea), Fernando Díaz de Mendoza (Cellini).